# Est-ce ainsi que les hommes vivent?
Est-ce ainsi que les hommes vivent? (en català: És així com viuen els homes?) és una cançó de Léo Ferré a partir d'un fragment extret del poema Bierstube Magie allemande de Louis Aragon que figura en el recull Le Roman inachevé (1956).
Aquesta cançó ha estat interpretada i versionada per Bernard Lavilliers, Bianchi, Catherine Sauvage, Francesca Solleville, Françoise Kucheida, Les Hurlements D'leo, Manu Lann Huel, Marc Ogeret, Michel Hermon, Philippe Léotard, Serge Utgé-Royo i Yves Montand; i també pel mateix Léo Ferré.